# Lee Pace
Lee Grinner Pace (* 25. března 1979, Chickashe, Oklahoma) je americký herec. Pace vystupuje ve filmu, na jevišti i v televizi. Ztvárnil roli Neda v seriálu společnosti ABC Pushing Daisies, objevil se i v populární filmové sérii Twilight sága: Rozbřesk - 2. část jako upír Garrett a ve filmu Hobit: Šmakova dračí poušť jako Thranduil. V roce 2014 se objevil jako padouch Ronan Žalobce ve filmu Strážci Galaxie, tuto roli si v roce 2019 zopakoval ve snímku Captain Marvel.

## Život a vzdělání
Narodil se v Chickashe ve státě Oklahoma a je synem Charlotte, která byla učitelka, a Jamese Roye Pacea. Jako dítě strávil několik let v Saúdské Arábii, kde jeho otec pracoval v ropném průmyslu jako inženýr. Rodina se později přestěhovala do Houstonu v Texasu.